# Estação Baldo degli Ubaldi
Baldo degli Ubaldi é uma estação metroviária da Linha A do Metrô de Roma, situada na via Baldo degli Ubaldi, perto da encruzilhada com Via Francesco Scaduto. A estação foi inaugurada, juntamente com os outros entre as estações Valle Aurelia e Battistini, em 1 de Janeiro de 2000.
Está localizada próximo ao Istituto Dermatologico dell'Immacolata.

## Serviçoes
Esta estação possui:
41° 53′ 56″ N, 12° 25′ 58″ L